# Andrzej z Malborka
Andrzej z Malborka, Andreas de Marienburg, wykładowca wydziału artium Uniwersytetu Jagiellońskiego na przełomie XIV i XV wieku.

## Życiorys
Na Uniwersytecie Karola w Pradze uzyskał w 1391 bakalaureat, a w roku akademickim 1393/1394 magisterium na wydziale artium. W latach 1399–1401 był w praskiej uczelni egzaminatorem, po czym przybył do Krakowa. W Akademii Krakowskiej kontynuował studia w dziedzinie teologii, będąc pierwszym bakałarzem teologii na tej uczelni; około 1408 uzyskał stopień magistra teologii. Przez trzy semestry - zimowy roku akademickiego 1403/1404, letni 1412 oraz zimowy 1412/1413 - pełnił funkcję dziekana wydziału artium w Krakowie.
W 1414 przeniósł się na dalsze studia i wykłady na Uniwersytet Wiedeński. W tym samym roku został prepozytem warmińskiej kapituły kolegiackiej w Dobrym Mieście. Pełnił tę funkcję do około 1426.